# Bernheze
Bergen op Zoom (em neerlandês:  Bernhezeⓘ) é um município da província de Brabante do Norte, nos Países Baixos.
Conta atualmente com uma população de cerca de 30.000 habitantes.
O município recebeu o nome da antiga fazenda "Bernhese" a qual ocupava as terras da atual cidade.